# Angelotto Foschi
Angelotto Fosco o Foschi (Roma, 1378 - ib., 12 de septiembre de 1444) fue un eclesiástico italiano.

## Biografía
No hay noticias conocidas sobre sus orígenes ni sobre sus primeros años: su primera aparición en la historia data de 1408, cuando se le menciona como canónigo de San Juan de Letrán, abreviador y escritor apostólico en Lucca, donde en aquella época paraba la corte papal de Gregorio XII. Eran los peores años del Gran Cisma de Occidente: Benedicto XIII reclamaba para sí el trono de San Pedro desde Perpignan, después de que Carlos VI de Francia lo expulsara de Aviñón, y ante la negativa de ambos pontífices a reunirse para solventar la discordia, un numeroso grupo de cardenales de ambas obediencias celebraba en 1409 el Concilio de Pisa en el que deponía a ambos y elegía papa a Alejandro V, poco antes de que Luis de Anjou metiera sus tropas en Roma expulsando a Ladislao I de Nápoles, quien al año siguiente reconocía al sucesor de Alejandro V, Juan XXIII, como papa legítimo.
Foschi, que durante estos acontecimientos había permanecido junto a Gregorio XII en Gaeta como miembro de la Cámara Apostólica y cubiculario, aparece en 1412 con los mismos cargos en la corte de Juan XXIII en Roma, aunque no terminaban aquí los problemas en el seno de la Iglesia. En 1413 el rey Ladislao se celaba de que el papa Juan hubiera firmado alianzas con su rival Segismundo de Luxemburgo y ocupaba nuevamente Roma, el papa huía hacia el norte, y Foschi marchaba en su séquito.
Ambos se hallaron presentes en el Concilio de Constanza, que inaugurado en 1414 pronto tomó un rumbo hostil a Juan XXIII. Al año siguiente el papa salía huyendo para Schaffhausen y Waldshut y era hecho prisionero en Radolfzell, aunque para entonces Foschi ya había abandonado su corte para volver a Constanza y prestar declaración contra él.
En 1417 terminaba el cisma con la elección de Martín V, que al año siguiente nombraba a Foschi obispo de Anagni y le consagraba personalmente en Mantua durante el viaje de regreso a Italia. Durante los años siguientes Foschi permaneció en la Curia romana, ocupado en la recaudación de las anatas, en la pacificación de los desórdenes ocurridos en Campania y Marittima y en una misión al concilio, que poco después fue clausurado por orden del papa; en 1428 fue promovido a la sede de Cava de' Tirreni.
En 1431 moría Martín V, y en el cónclave que se siguió fue elegido papa Eugenio IV, a quien Foschi ya conocía de su etapa con Gregorio XII. Fue creado cardenal de San Marcos en el consistorio de septiembre de 1431, en que también lo fue Francesco Condulmer, y en su dignidad cardenalicia intervino como delegado papal en el Concilio de Basilea (trasladado después a Ferrara), tomando parte activa en la reconciliación de la iglesia romana con la oriental.
Murió en 1444, asesinado mientras dormía por Antonello della Rocca, hijo de su camarera, quien supuestamente intentaba robarle cien mil escudos que el cardenal atesoraba en su casa; fue sepultado en la iglesia de Santa Maria sopra Minerva. Su asesino fue ahorcado y descuartizado.
El humanista y secretario apostólico Poggio Bracciolini, contemporáneo suyo, definió al cardenal Angelotto como "un hombre rapaz y violento, sin conciencia".